# Achelousaurus
Achelousaurus horneri
 (février 2018).
Si vous disposez d'ouvrages ou d'articles de référence ou si vous connaissez des sites web de qualité traitant du thème abordé ici, merci de compléter l'article en donnant les références utiles à sa vérifiabilité et en les liant à la section « Notes et références ».
Genre
Espèce
Achelousaurus (« lézard d'Achéloos ») est un genre éteint de dinosaures de la famille des cératopsidés qui vivait en États-Unis durant le Crétacé supérieur.
Il s'agissait d'un quadrupède herbivore avec un bec de perroquet, des bosses osseuses sur le museau et derrière les yeux et deux cornes à l'extrémité de sa longue collerette osseuse. 
Il mesurait 6 mètres de long et pesait 3 tonnes.
Il a vécu durant le Crétacé supérieur, il y a 75 millions d’années.
Il fut décrit par Sampson en 1995.

## Taxonomie
Achelousaurus signifie « lézard d'Achéloos », du nom d'un ancien dieu fleuve, référence complexe à la mythologie grecque. Achéloos était reconnu comme étant apte à changer de forme, et l'animal reçut un nom en son honneur pour illustrer le fait qu'il est l'intermédiaire entre deux genres. De plus, Achéloos a eu une de ses cornes arrachées par Hercule au cours d'un combat mythologique avec le héros légendaire. Ce dinosaure possédant des bosses osseuses là où la plupart des autres cératopsiens avaient des cornes, il laisse l'impression de se les être fait arracher, tel Achéloos.
Une seule espèce a été répertoriée à ce jour, Achelousaurus horneri, en l'honneur de Jack Horner, paléontologue célèbre pour ses découvertes de dinosaures dans le Montana. Autant le genre que l'espèce ont été nommés par Scott D. Sampson en 1996.

## Caractéristiques
L'achélousaure est fermement implanté avec ses proches parents Pachyrhinosaurus et Einiosaurus au sein de la sous-famille des centrosaurinés de la famille des cératopsidés. Parfois, les trois genres sont réunis au sein d'une même tribu, celle des Pachyrhinosaurini. Parmi les centrosaurinés connus, on trouve entre autres Styracosaurus et Centrosaurus.
Horner et ses collègues (1992) ont suggéré que Achelousaurus représentait une forme transitoire entre l'einiosaure (qui possède comme lui les cornes sur la collerette) et le pachyrhinosaure (avec qui il partage les nodules osseux). Sampson, en 1996, était plus conservateur en se contentant de dire que les trois espèces étaient proches. Dodson et ses collègues (2004) reconnaissent plutôt Achelousaurus comme taxon sœur à Pachyrhinosaurus. D'autres enfin ont avancé que A. horneri n'est en fait qu'une espèce du genre Pachyrhinosaurus.

## Localisation et époque

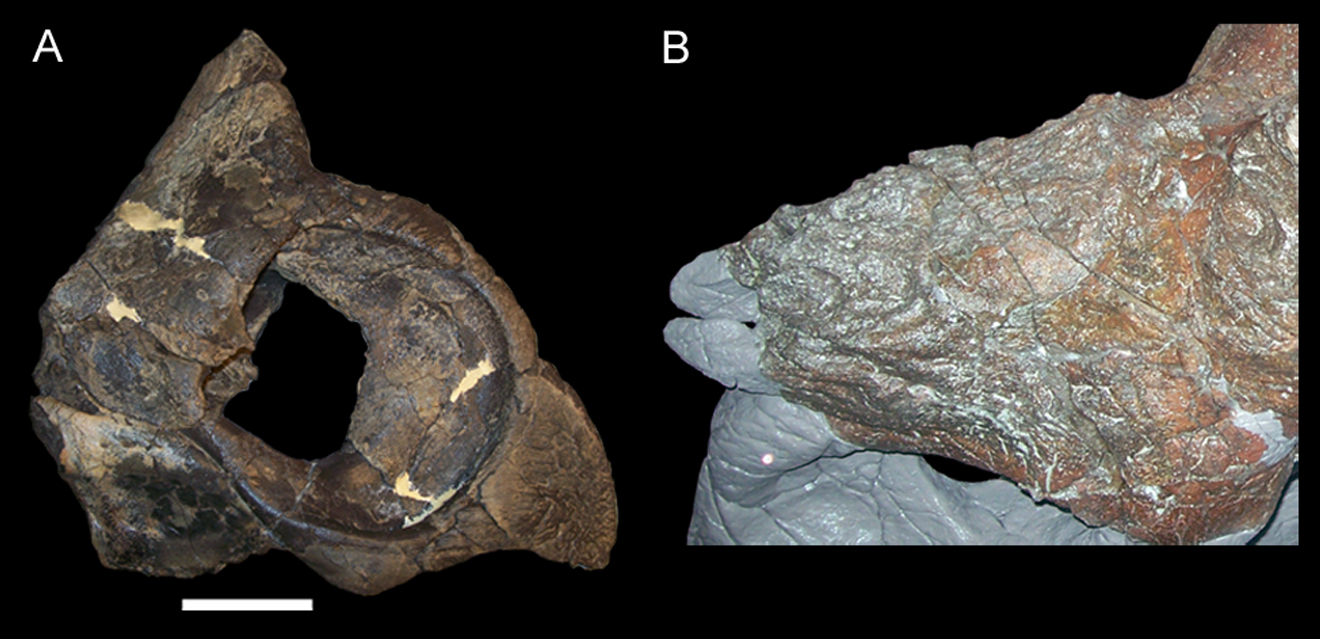
Os du nez

On a retrouvé son fossile dans la formation de Two Medicine, dans l'État du Montana, aux États-Unis. Cette formation préserve des sédiments datant du Campanien, au Crétacé supérieur, il y a de cela 83 à 74 million d'années. Puisque les ossements de l'achélousaure ont été retrouvés dans la partie supérieure de la couche de sédiments de la formation, il a probablement vécu plutôt vers la fin du Campanien. Parmi les autres dinosaures qu'on y trouva, on compte Daspletosaurus, Euoplocephalus, Maiasaura, Bambiraptor et Einiosaurus.